# Финансовая система Азербайджана
Финансовая политика Азербайджана — совокупность различных сфер и норм финансовых отношений, каждая из которых характеризуется особенностями в формировании и использовании фондов денежных средств, различной ролью в общественном воспроизводстве. Финансовая система организуется на принципах управления финансами и общности функций всех финансовых учреждений. Целью организации финансовой системы является обеспечение стабильного развития экономики государства на основе организации финансовых отношений и реализации финансового потенциала страны.

## Банковская система Азербайджана
В республике действует двухуровневая банковская система. Первой ступенью является Центральный Банк Азербайджанской Республики, второй - коммерческие банки и небанковские кредитные учреждения.
На 31.08.2021г. в Азербайджане действуют 26 банков, 466 филиалов банков. Из действующих банков два учреждены при участии государственного капитала, 12 - с участием иностранного.

### Центральный банк
Азербайджанский государственный банк был создан правительством АДР указом от 7 марта 1919 года. 31 мая 1920 года Банк был переименован в Азербайджанский народный банк. В 1923 году вслед за учреждением Государственного банка СССР, было открыто его Бакинское отделение, и уже вся система управлялась из центрального департамента. 18 октября 1991 года, как результат восстановления государственной независимости, была создана необходимая юридическая база для создания единой банковской системы АР и следовательно Национального банка.
11 февраля 1992 года Президентом был издан Указ «Об учреждении Национального банка АР, образовавшегося на основе Государственного банка, Промышленно-строительного и Аграрно-промышленного банка бывшего Советского Союза». 7 августа того же года был принят Закон «О структуре Национального банка АР».
В 1996 году Парламент принял законы «О Национальном банке» и «О банках и банковской деятельности».
В 2009 году, в результате референдума, проведённого в связи дополнениями и изменениями в Конституцию Азербайджанской Республики, Национальный банк Азербайджана был переименован в Центральный банк Азербайджана.

## Составные части финансовой системы
Финансовая система состоит из двух ветвей: бюджетная и денежно-кредитная система.

### Бюджетная система
Бюджетная политика Азербайджана определяется Конституцией АР, Бюджетным кодексом АР (сводом законов, который устанавливают функции отдельных органов в бюджетном процессе и законодательстве).
Бюджетная политика обязана решать следующие задачи: определение источников формирования доходов государственного бюджета; гарантирование условий для формирования всевозможных финансовых источников; установление подходящего распределения и применения финансовых ресурсов; определение структуры потребляемой части бюджета; определение суммы расходов, сортированных между бюджетами разных уровней; формирование, регулирование и стимулирование экономических и социальных процессов финансовыми методами; определение доли государственного бюджета из общей суммы консолидированного бюджета; определение задач управления государственным долгом; определение дефицита или профицита бюджета; установление финансового механизма и его развитие в соответствии с меняющимися целями и задачами.

#### Бюджетная система АР

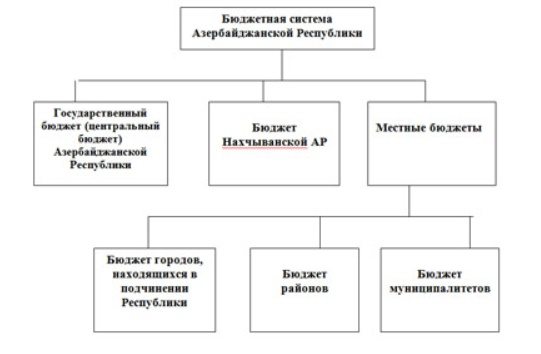

Бюджетную систему в Азербайджанской Республике составляют государственный бюджет Азербайджанской Республики, бюджет Нахичеванской Автономной Республики и местные бюджеты.

##### Государственный бюджет АР
Цель государственной бюджетной системы Азербайджанской Республики - решение экономических, социальных и других стратегических задач и проблем в определённом законодательством порядке
- обеспечение сбора и использования материальных средств для осуществления государственных функций. Государственная бюджетная система Азербайджанской Республики состоит из централизованных доходов и расходов, и местных доходов и расходов.

##### Бюджетная система Нахичеванской АР
Бюджетная система Нахичеванской Автономной Республики определяется Конституциями Азербайджанской Республики и Нахичеванской Автономной Республики, и законодательными актами. Бюджет Нахичеванской Автономной Республики формируется за счёт государственных налогов, определённых Налоговым Кодексом Азербайджанской Республики, других платежей, подсчитанных процентов и санкций по этим налогам и платежам, а также других поступлений. Средства бюджета Нахичеванской Автономной Республики используется для социального и экономического развития Автономной Республики, финансирования мероприятий связанных с улучшением благосостояния населения.

##### Местный бюджет
Местный бюджет - это финансовые ресурсы, формирующиеся и использующиеся в соответствии со статусом местного государственного органа для реализации принципов самоуправления, выполнения полномочий, установленных Конституцией и законами Азербайджанской Республики. Подготовка и реализация местного бюджета осуществляется на основе общих принципов бюджетной системы и в соответствии с применяемой в Азербайджанской Республике бюджетной классификацией.

### Налоговая система
Налоговые правоотношения на территории АР регулируются Налоговым кодексом, принятым 11 июля 2000 года.

#### Налоговая система АР
В налоговой системе Азербайджанской Республики налоги делятся на местные налоги, государственные налоги и налоги Нахичеванской автономной республики.
- Государственные налоги — это все налоги, оплачиваемые на территории Азербайджана.
- Налоги автономной республики — налоги в Нахичеванской АР, определяемые законами Нахичеванской АР и оплачиваемые на территории Нахчывана.
- Местные (муниципальные) налоги — это налоги, определяемые кодексом и соответствующим законом, которые применяются по решению соответствующих муниципалитетов и оплачиваются на территории соответствующих муниципалитетов

Государственная налоговая служба АР — это единая централизованная система, которая состоит из Министерства Налогов и территориальных налоговых органов, которые подчиняются непосредственно министерству:
1. Министерство Налогов Нахичеванской АР
2. Учебный Центр Министерства Налогов
3. Департамент по работе с Крупными налогоплательщиками и предприятиями специального налогового режима
4. Департамент предварительного расследования налоговых преступлений
5. Главное Налоговое Управления города Баку
6. Региональные налоговые отделения
7. Налоговые Управления и отделения в городах и районах Республики.[10]

#### Министерство налогов
Министерство налогов является частью системв государственных органов управления АР и подчинено Президенту и Правительству АР.

### Таможенная политика
Таможенные отношения на территории Азербайджана регулируются Таможенным кодексом АР, принятым 24.06.2011г.

### Инвестиционная политика
Инвестиционную деятельность в Азербайджанской Республике регулируют два закона:
1. подтверждённый указом президента АР № 952 от 13 января 1995-го года «Закон Азербайджанской Республики об инвестиционной деятельности»
2. подтверждённый указом президента АР № 57 от 15 января 1992-го года «Закон Азербайджанской Республики о защите иностранных инвестиций»[13]

Правительство Азербайджана подписало с некоторыми странами двусторонние соглашения об отмене двойного налогообложения, поощрении и двусторонней защите инвестиций.
С 1995 по 2011 год из направленных в экономику страны инвестиций в сумме 119 миллиардов долларов США более 60 % (около 63 миллиардов долларов) пришлось на долю иностранных инвестиций. В 1995 - 2002-х годах объём иностранных инвестиций равнялся 9 миллиардам долларов США. В 2003—2011-х годах эта цифра увеличилась в 6 раз, и составила 54 миллиарда.
Из всех иностранных инвестиций направленных в экономику страны в 1995—2011-х годах 37,5 миллиардов было направлено на развитие нефтяного сектора, 25,5 миллиардов — ненефтяного сектора (промышленный, строительный, транспортный и рыночный сектора). В полностью иностранных и совместных инвестициях доля турецких предпринимателей составляет 27,6 %, из Великобритании — 11,7 %, России — 6,8 %, Ирана — 6,2 %, США — 5,9 %, Германии — 2,9 %.
В первой половине 2023 года согласно госкомитету Азербайджана инвестиции в экономику Азербайджана выросли на 21%.

#### Система «Единого окна»
С целью привлечения инвестиций в экономику Азербайджана правительство проводит политику «открытого окна». согласно распоряжению Президента АР от 25 октября 2007 года "О мерах по обеспечению организации деятельности субъектов предпринимательской деятельности по принципу «Единого окна». К применению данной системы приступили с 1 января 2008 года. С внедрением этой системы количество процедур для начала бизнес деятельности снизилось с 15 до 1, а затрачиваемое время с 30 дней было сокращено до 3.

#### Азербайджанский фонд поощрения экспорта и инвестиций
В 2003 году с целью увеличения экспортного потенциала страны путём развития местного производства, а также поощрения привлечения инвестиций был учреждён Азербайджанский фонд поощрения экспорта и инвестиций (AZPROMO). Фонд помогает иностранным инвесторам в осуществлении инвестиционных проектов.

### Денежно-кредитная система
Среди основ определения стратегий центральных банков, одним из основных считается ориентация на регулирование скорости увеличения валютной массы в государственной экономике или регулирование денежного курса государственной валютной единицы соответственно к какой-либо устойчивой иностранной валюте, то есть на внутренние на образце изменения размера учётной ставки. Когда целью центрального банка является подорожание рефинансирования кредитных учреждений для понижения их кредитной возможности, он должен увеличить учётную ставку. Центральному банку для достижения необходимой цели нужно повлиять на валютный рынок иными способами (путём увеличения ставок по стартовым резервам и т. д.).
С 2005 года Центральный банк АР несколько раз менял ставки рефинансирования — с 9%, 9,5%, 13%, 8%, 2%, 3 %, 5% до 5,25% с июля 2011 г.
Согласно "Обзору денежно-кредитной политики" Центрального банка Азербайджана в первом полугодии 2023 года азербайджанские банки увеличили доходы по обмену валюты на 53%.
В состав денежно-кредитной политики входят следующие относительно самостоятельные сферы:

#### Денежная политика
Это обеспечение устойчивости денежного обращения, регулирование инфляции, стабилизация национальной валюты.
Направленность и форма валютной политики, осуществляемой Центральным Банком, зависят от внутриэкономической ситуации Азербайджана и его места на мировом рынке.
ЦБ обычно применяет две основные формы денежной политики: учётную и курсовую. Учётная политика ведётся не только для изменения условий рефинансирования местных коммерческих банков, но также направлена на регулирование денежного курса и платёжного баланса. Центральный банк, при покупке либо продаже иностранных валют (девиз), воздействует в определённом направлении на изменение курса национальной денежной единицы (девизная политика). Такие операции называются «валютной интервенцией». Получая за счёт официальных золотовалютных резервов государственную валюту, он повышает спрос, в итоге и курс валюты.
В 2007 году объём денежных резервов Национального банка АР дважды увеличвался (в начале 2007 − 1967,3 миллионов долларов, в конце 2007 года — 4015,3 миллиона долларов). В условиях экономического роста происходит возрастание спроса на деньги. В конце 2007 года валютная масса (M2) увеличилась на 4405 миллиона манатов. Коэффициент монетизации уровня валютной массы ненефтяной экономики достиг 13,2 %. Мультипликатор по сравнению с 2006 годом вырос на 2,2 % и достиг 1.37.

Интенсивное развитие банковской системы в республике, особенно внедрение прогрессивных платёжных систем, развитие электронных межбанковских операций, увеличение применения пластиковых карт, учреждение POS-терминалов сыграли роль дополнительного стимула возрастания способности создавать деньги в банковской системе. 

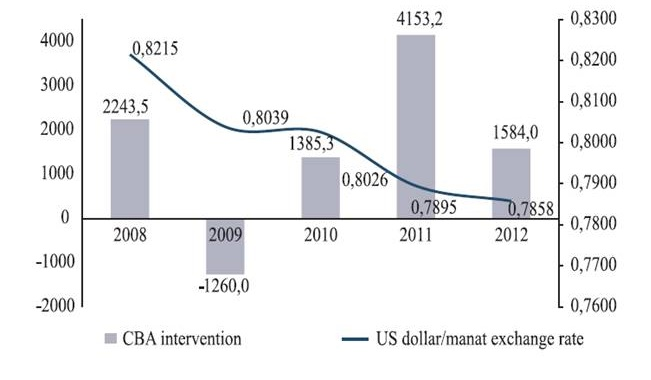
Интервенции ЦБ Азербайджана, USD млн.

 В начале 2009 года процесс девальвации государственных валют соседних стран оказал влияние также на денежный рынок Азербайджана. В тот период валютные резервы страны превышали денежную массу в обращении. Центральный банк избрал основной задачей финансовую устойчивость и осуществил денежную интервенцию в сумме более 1 милларда долларов, что в итоге привело к совершенной стабилизации денежного рынка. Валютные резервы Центрального банка составили 10,5 миллиарда долларов (при росте на 60 % течение года), с учётом того, что стратегические денежные резервы превысили 42 милларда долларов.
С первых месяцев 2011 года Центральный банк Азербайджана осуществил курсовую политику также в условиях развития каналов предложения на денежном рынке. В течение отчётного периода наблюдалось укрепление курса национальной валюты. С целью предотвращения чрезмерного подорожания маната, что могло бы оказать отрицательное влияние на конкурентоспособность ненефтяного сектора, Центральный банк провёл стерилизацию валюты.
На протяжении 2011 года объём компенсирования инфляционно-дефляционных влияний превысил четыре миллиарда долларов. В итоге предпринятых стерилизационных мер курс национальной валюты по отношению к доллару укрепился на 1,5 %. Устойчивость маната в Азербайджане оказала положительное влияние на устойчивость финансового, а также макроэкономического секторов.
В 2012 году курсовая политика была направлена на поиск равновесия между потребностью и предложением на денежном рынке и регулированию обменного курса маната по отношению к доллару. Параметры курса были установлены в зависимости от позиции платёжного баланса, целью которых было поддержание финансовой устойчивости в банковской сфере и конкурентоспособности ненефтяного сектора. В течение 2012 года курс азербайджанского маната укрепился по отношению к курсу национальных валют Украины, Японии и США.
В 2012 году Центральный Банк АР осуществил курсовую политику, учредив коридор двухвалютного обменного курса USD / AZN. На фоне переизбытка в платёжном балансе на денежном рынке предложение превзошло спрос. Центральный Банк Азербайджана стал проводить интервенции.
С середины января 2017 года Центральный банк проводит валютные аукционы с помощью односторонней продажи валюты в конкурентных условиях.
На 1 января 2022 года объем расширенной денежной массы (M3) составил 34 млрд. 647 млн. манат.
В 2021 году объём наличных денег в обращении составил 45,8 % от денежной массы.

#### Кредитная политика
Это гарантирование своевременности и исправности расчётов в народном хозяйстве и в различных сферах финансовой системы (используя регулирование деятельности банковской системы).
В 2022 году агентство S&P Global Ratings подтвердило долгосрочные и краткосрочные суверенные кредитные рейтинги страны в национальной и иностранной валютах на уровне «BB+/B».

#### Финансовая политика на рынке ценных бумаг
Это управление деятельностью финансового рынка (распределение корпоративных и государственных ценных бумаг и регулирование их оборота (курс покупки и продажи)) через повышение или понижение ЦБ ставок рефинансирования.

#### Ценовая политика
Это регулирование и корректировка цен и тарифов на товары (в том числе работы и услуги) предпринимательских монопольных структур; образование и утверждение цен на применение или реализацию естественных ресурсов страны - недр земли, водных, лесных и других.

#### Политика обязательных резервов
Инструмент обязательных резервов применяется как механизм кредитной политики фактически во всех странах. В этой стране с 1992 года нормы необходимого резервирования по взносам физических лиц фактически ежегодно менялись: начиная с июля 2011 года с 15 % до 2 % в государственной валюте и 3 % в зарубежной валюте. В течение 20 лет максимальный уровень норматива был установлен в 1994 году, что составил 18 % в государственной валюте, но в зарубежной валюте была введена норма в 5 %. С третьего месяца 2009 года по пятый 2011 года было установлено минимальное требование к обязательствам, подлежащим учёту в стартовых резервах — 0,5 %.
Как механизм валютной политики минимальные резервы осуществляют двойную функцию: регулируют ликвидности на валютном рынке и одновременно выполняют роль торможения эмиссии кредитных ресурсов коммерческими банками.
Политика, которая осуществляется согласно азербайджанской модели финансовых реформ и развития в течение короткого периода времени привела к полным изменениям в азербайджанской экономике: инфляция была укрощена (начиная с 1996 года, уровень инфляции в Азербайджане не увеличивался от 2-3 %, и только лишь в 2004 году он составил 6,7 %, в 2008 году — 20,8 % и сегодня на фоне всеобщей нестабильности годовая инфляция составляет 8 %), практика финансирования бюджетного дефицита была прекращена, бюджетный дефицит понизился до 1-2 % ВВП. Начиная с конца 2008 года Центральный банк шесть раз изменяла тариф рефинансирования и границы коридора по операциям на открытом рынке в сторону снижения. В результате, ставка рефинансирования была уменьшена с 15 % (октябрь 2008 г.) до 2 % (октябрь 2010 г.), верхняя граница коридора понижалась с 20 % до 7 %.
Банки только за первую половину 2010 года привлекли 955,8 млн долларов внешних заимствований, что по сравнению с тем же периодом предыдущего года составил 4,6 раза роста. За 2009 год объём внешних заимствований составил 1686,6 миллион долларов, за 9 месяцев 2011 года — 623,9 миллион долларов, а возвращено было — на 909,9 миллион долларов и 726 миллион долларов соответственно.
Показатель адекватности денежных средств по банковской системе на 1 декабря 2011 года составил 15,8 % против самой низкой нормы в 12 %, а совместный капитал банков с начала года увеличился на 8 %. Ликвидность в банковском секторе ещё оценивается как избыточная — у нескольких банков она доходит, а иногда превышает 100 %. Согласно результатам 11 месяцев, доля ликвидных активов составила 14,3 % (в совокупности 44 банков).
В рамках событий, предпринятых для повышения уровня денежной безопасности в банковском секторе, Центральный банк Азербайджана повысил ставки по классификации активов: по активам, которые находятся под контролем, ставки повысились с 6 до 10 %, неудовлетворительным активам — с 25 до 30 %, по опасным активам — с 50 до 60 %. Кроме того, требования по обеспечениям недвижимым имуществом при получении кредитов были увеличены с 120 по 150 %, а также были введены ограничения на максимальную сумму субординированной задолженности, которая может составить до 50 % от средств первичного уровня. Процент риска по ипотечным кредитам увеличилась с 50 до 100.
Восстановление ипотечного кредитования в середине 2009 года сразу же отразилось на стабилизации цен и повышении активности на рынке недвижимости. В итоге цены на недвижимость на вторичном рынке стабилизировались и даже увеличились.
Лишь в 2011 году было предоставлено 2,5 тысячи ипотечных кредитов на общую сумму 93 миллион манатов, в том числе 500 кредитов по социальной ипотеке на сумму 16 миллион манатов были выделены на льготных условиях. В результате на сегодня пользу от ипотеки получили 8750 семей, и для дальнейшего Азербайджанский ипотечный фонд выделил ещё 342 млн манатов.

## Валютное регулирование
Закон о валютном регулировании принят 21 октября 1994 года.
Операции с национальной валютой между резидентами проводятся без ограничений.
Обменные операции с иностранной валютой вправе осуществлять коммерческие банки Азербайджана, филиалы иностранных банков в Азербайджане, Национальный оператор почты, платёжные организации, получившие соответствующую лицензию.
Резиденты вправе иметь счета в иностранной валюте в банках Азербайджана.
Организации-резиденты Азербайджана получаемую валюту размещают в обязательном порядке на своих безналичных счетах в банках Азербайджана.
Резиденты вправе открывать счета в иностранной валюте за пределами Азербайджана в порядке и на условиях, определяемых Центральным Банком Азербайджана.
Физические лица имеют право на ввоз в страну и вывоз из страны наличной иностранной валюты. При ввозе физическими лицами-резидентами валюты на сумму свыше 50 000 долл. США или эквивалентную ей сумму в иной иностранной валюте таможенные органы уведомляют об этом Центральный Банк Азербайджана.
Нерезиденты вправе открывать счета в национальной и иностранной валюте в банках Азербайджана.
С 2024 года будет создана единая информационная система по валютным операциям, проводимым резидентами и нерезидентами.

## Национальная валюта

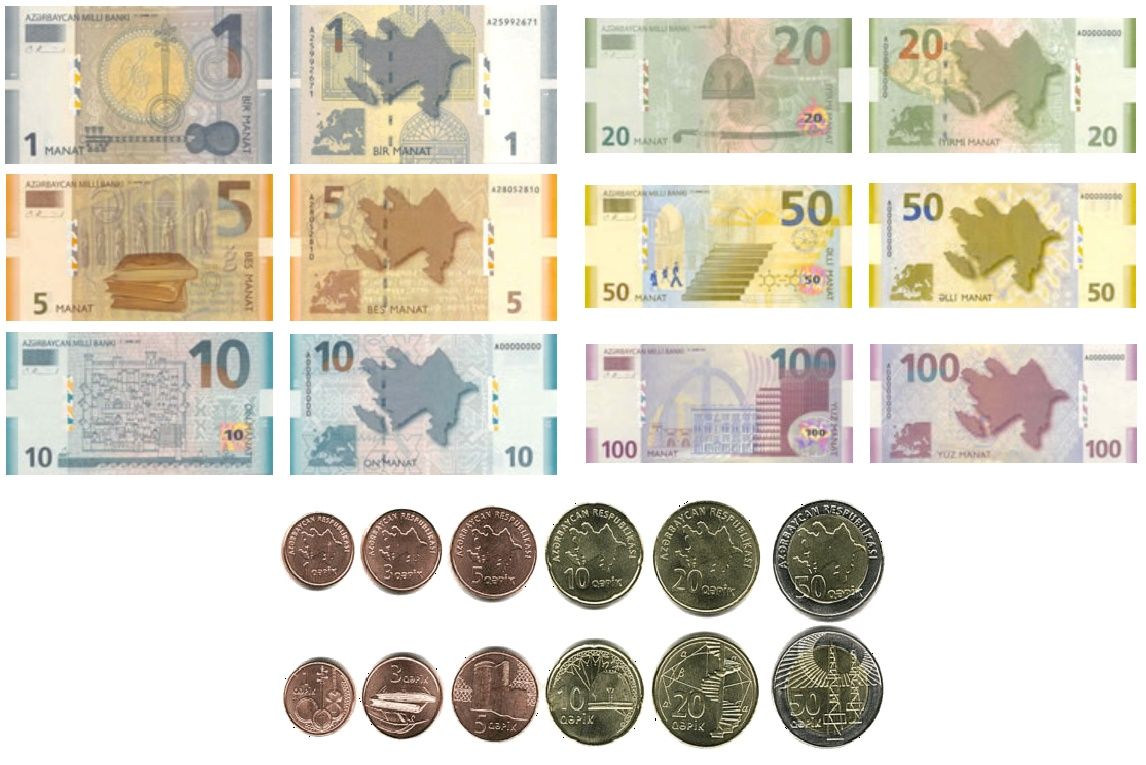
Национальные манаты и копейки

Местная валюта Азербайджана впервые была выпущена и введена в обращение в 1919 году при АДР. Второй раз валюта Азербайджана была выпущена в 1920 году — в период Азербайджанской Советской Социалистической Республики (АССР). В 1936 году, согласно Конституции Советского Союза, Азербайджан был включён в состав СССР, на территории которого действовала единственная валюта: советский рубль.
После воссоздания независимости Азербайджанской Республики указом Президента от 15 июля 1992 года был издан указ о выпуске в обращение государственной единой валюты. Национальная валюта АР была выпущена в обращение 15 августа 1992 года, а с 1 января 1994 года распоряжением Президента «манат» был признан единственной законной валютой на всей территории Азербайджанской Республики.
На сегодняшний день в Азербайджане существуют в обороте банкноты достоинством в 1, 5, 10, 20, 50 и 100 манатов. 1 манат равен 100 копейкам. В обращении находятся металлические монеты достоинством в 1, 3, 5, 10, 20 и 50 копеек. Эскизы банкнот маната разработаны австрийским дизайнером Роберт Калином из «OeBS» (Oesterreichische Banknoten und Sicherheitsdruck GmbH), который также является разработчиком дизайна евро-купюр.

## Бакинская фондовая биржа
Бакинская фондовая биржа была учреждена 15 февраля 2000 года. Биржа будучи закрытым акционерным обществом является главной фондовой биржей Азербайджана. Учредителями БФБ стали 15 крупнейших банков Азербайджана, две финансовые компании и Стамбульская фондовая биржа.
Первые торги на Бакинской биржи прошли 1 сентября 2000 года, когда прошёл аукцион по распределению краткосрочных государственных облигаций.
Высшим управляющим органом БФБ является Общее собрание акционеров, которое среди обязанностей имеет установление стратегии работы, избрание правления и Наблюдательного совета и утверждение других важных решений. Наблюдательный совет осуществляет контроль за деятельностью правления.
На сегодняшний день учредителями Бакинской биржи являются Азербайджанский Международный Банк, Мостбанк Азербайджана, UniBank, Стамбульская Фондовая Биржа, Юнайтед кредит банк, Азердемирйол банк, Азеригаз банк, азербайджанский Коч банк, Атабанк, компании Марс инвестмент, <Капитал менеджмент, Рабита банк, Объединённый Универсальный Банк и т. д..

## Министерство Финансов АР
Министерство финансов Азербайджанской Республики является центральным органом исполнительной власти, осуществляющим финансовую политику Азербайджанской Республики и организующим управление государственными финансами.